# Gala (revista)
Gala é uma revista semanal em francês sobre celebridades focada no público feminino publicada em Paris, França. A revista também tem edições internacionais em vários idiomas.

## História e perfil
Gala foi publicada pela primeira vez em 1993. A revista é publicada semanalmente pela Prisma Media. A sede da publicação é em Paris. A editora-chefe é Juliette Serfati. A revista fornece notícias sobre figuras importantes do entretenimento, moda e sociedade e tem como alvo as mulheres.
Gala tem cinco edições. A revista é publicada nas línguas alemã e grega e polonesa. A edição alemã da Gala foi criada em 1994 e é publicada semanalmente.
Gala teve uma circulação de 264.000 cópias na França em 2010. No período de 2013 a 2014, a circulação da revista foi de 234.175 exemplares.